# Mario Pirata
Mario Augusto Franco de Oliveira, mais conhecido como Mario Pirata (Porto Alegre, 19 de agosto de 1957 – 20 de julho de 2025), foi um poeta e professor brasileiro.

## Biografia
Cursou Filosofia na PUCRS e na UFRGS. Fez cursos de dança, teatro, música, psicomotricidade e recreação terapêutica. Seu trabalho se dividiu entre o mundo da poesia como literatura, e a atuação como arte-educador e animador de eventos. Disse que seu amor pela escrita veio de ler na juventude O Sítio do Pica-Pau Amarelo, de Monteiro Lobato. Começou escrevendo folhetos, fazendo parte da Geração Mimeógrafo dos anos 1970. Publicou muitos livros, foi convidado a palestrar em diversas feiras do livro e recebeu prêmios. Disse que "a poesia é a linguagem que me interessa mais, a avó das artes. Hoje, o que eu sei de poesia, estou aprendendo com as crianças. Elas têm uma capacidade de brincar, uma disponibilidade para inventar coisas muito fortes e isso é muito importante para a poesia. Procuro observar e absorver". Foi um dos organizadores da quarta edição do festival Porto Poesia do Centro Cultural CEEE Erico Verissimo.
Na década de 1970 também trabalhou com teatro, participando do grupo de vanguarda Ói Nóis Aqui Traveiz, que se apresentava nas ruas. Escreveu quatro peças para os grupos de teatro de bonecos Caixa do Elefante de Porto Alegre e Entre Linhas de Novo Hamburgo.
Como performer, seu trabalho era principalmente voltado para as crianças e jovens, aliando literatura, declamação, contação de histórias, canto e brincadeira, atuando em teatros, feiras, saraus, instituições do governo, escolas, ruas, praças e espaços culturais diversos. Também se apresentava como recitador de poesia e cantor para público adulto. Segundo o pesquisador Richard Klipp, ele tinha "pleno domínio do palco, picadeiro ou rua. [...] Artista sublime na arte da intervenção poética. Domina ritmo, ludibria lindamente com sorrisos e olhares, pandeiros e cantares próprios de quem se sente à vontade no palco". Criou e apresentou espetáculos em parceria com o músico Marcelo Fornazier, a atriz e diretora Deborah Finocchiaro, e a compositora e cantora Karine Cunha.
Trabalhou com professores e estudantes de 1ª a 8ª série e procurou estimular a criatividade e a formação de laços afetivos e sociais. Dizia lembrar de sua infância, distante da TV e da internet: "Vivíamos na rua, convivendo com a vizinhança, brincávamos de roda, fazíamos carinhos de lomba. Hoje as práticas sociais carecem de vínculo. Vivemos sem jogo, em um mundo fracionado". Seus livros de poesia infantil têm sido usados em escolas para auxiliar no letramento de crianças. Desenvolveu projetos para as Secretarias de Educação de Porto Alegre, Viamão e Alvorada. Ministrou oficinas de jogos e poesia em Farroupilha, Erechim, Cachoeirinha, Ijuí, Nova Roma do Sul e outras cidades.
Faleceu em 20 de julho de 2025. Estava com a saúde debilitada e vinha enfrentando um processo de despedida, segundo a família.

## Obra

### Poesia
- 1981: Um pé de vento de nome Huá
- 1988: Calcinha rosa na cadeira de balanço
- 1989: As minhocas também amam e mamam (infantil)
- 1992: Cambalhota
- 1996: Os dois amigos (infantil)
- 1997: Bicho-poesia (infantil)
- 2001: O fazedor de balões (infantil)
- 2002: A magia do brincadeiro (infantil)
- 2003: A volta do bicho-poesia (infantil)
- 2009: Poemeninos
- 2011: Versos para namorar 1, 2, 3 / Asaladeauladapoesia / Poemas de amor adolescente - Antologia
- 2014: Ventonaveia
- 2025: Ciomacio[15]

### Teatro
- Arca de Noel (infantil)
- O Auto de Natal do Abelardo (infantil)
- O Cisne (infantil)
- O cavaleiro da mão-de-fogo (infantil)

## Prêmios e distinções
- Prêmio Pandorga da TVE / Câmara do Livro / Feira do Livro de Porto Alegre, por O fazedor de balões
- Prêmio Açorianos de Literatura (2002), categoria Infantil, por O fazedor de balões[6]
- Prêmio Livro do Ano (2005) da Associação Gaúcha de Escritores, categoria Infantil, por O cavaleiro da mão-de-fogo, uma peça de teatro infantil livremente adaptada da obra homônima de Javier Villafañe[16]
- O cavaleiro da mão-de-fogo foi montada pela Companhia Caixa do Elefante Teatro de Bonecos de Porto Alegre. A montagem recebeu o Prêmio Tibicuera de Teatro Infantil (2006) em quatro categorias (melhor espetáculo, melhor trilha sonora, melhor iluminação e melhor produção). Mario Pirata participou da montagem e além do texto original escreveu a letra das músicas.[17][18][19]
- Selecionado para o projeto Caravanas de Escritores (2012), da Fundação Biblioteca Nacional/Câmara Brasileira do Livro, destinado a "promover a leitura e a literatura por meio da participação de escritores na programação no Circuito Nacional de Feiras de Livro e Eventos Literários"[20]
- Selecionado para o Programa de Leitura Adote um Escritor (2013) da Secretaria da Educação de Porto Alegre, que criou uma lista de autores recomendados para as aquisições das bibliotecas escolares municipais, sendo um dos escolhidos para os Acervos Infantis e Juvenis[21]
- Membro da comissão julgadora do Prêmio Lila Ripoll de Poesia (2017), da Assembleia Legislativa do Estado[4]
- Selecionado para o Projeto Livro Lido da Secretaria da Educação de Cachoeirinha (2018, 2019), que entregou às escolas municipais um kit com livros escolhidos para leitura em sala de aula.[22]
- Palestrante convidado da Jornada Nacional de Literatura de Passo Fundo de 1999.[23]
- Palestrante convidado das Feiras do Livro de Porto Alegre (2009),[24] Torres (2010),[25] Concórdia (2011),[26] Montenegro (2011),[27] Santo Antônio da Patrulha (2012),[28] São Leopoldo (2012),[29] Júlio de Castilhos (2012),[20] Ivoti (2013),[30] Santo Ângelo (2014),[31] Santa Cruz do Sul (2015),[32] Xangri-Lá (2017),[33] Passo Fundo (2017),[34] Frederico Westphalen (2018),[35] Palmeira das Missões (2018),[36] Taquara (2019),[37] entre outras